# Justizvollzugsanstalt

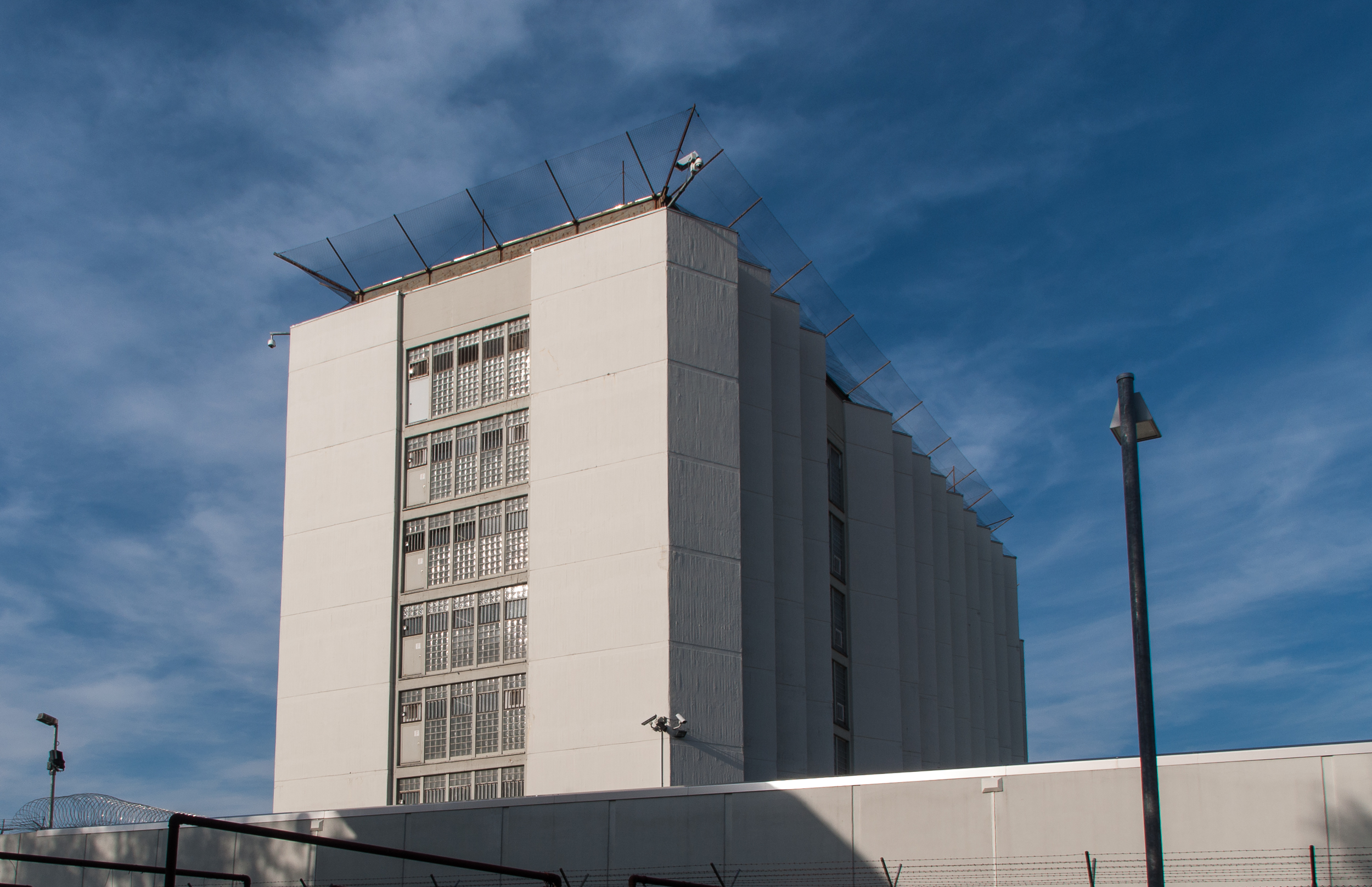
Gefängnis Stuttgart-Stammheim

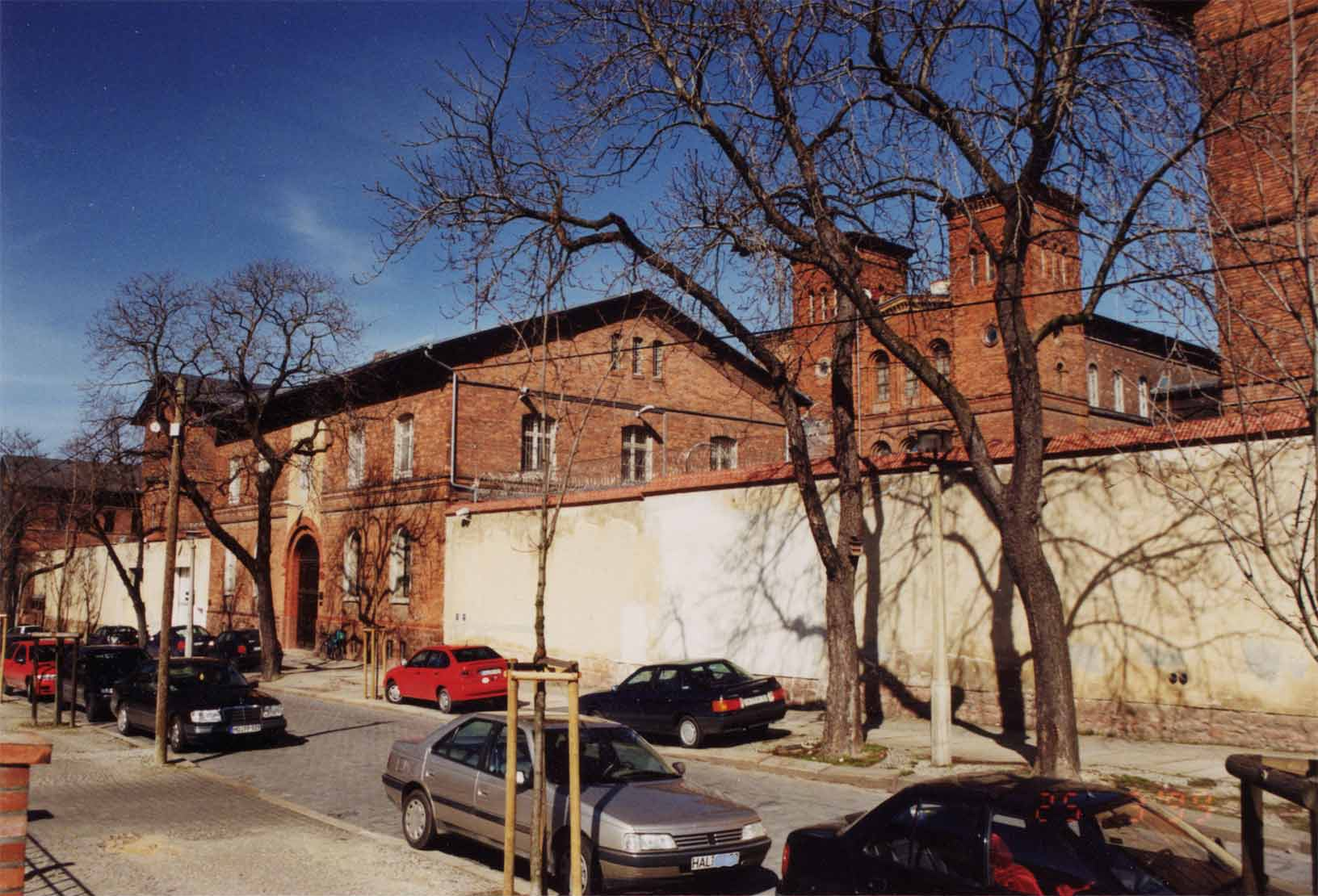
Gefängnis Roter Ochse in Halle

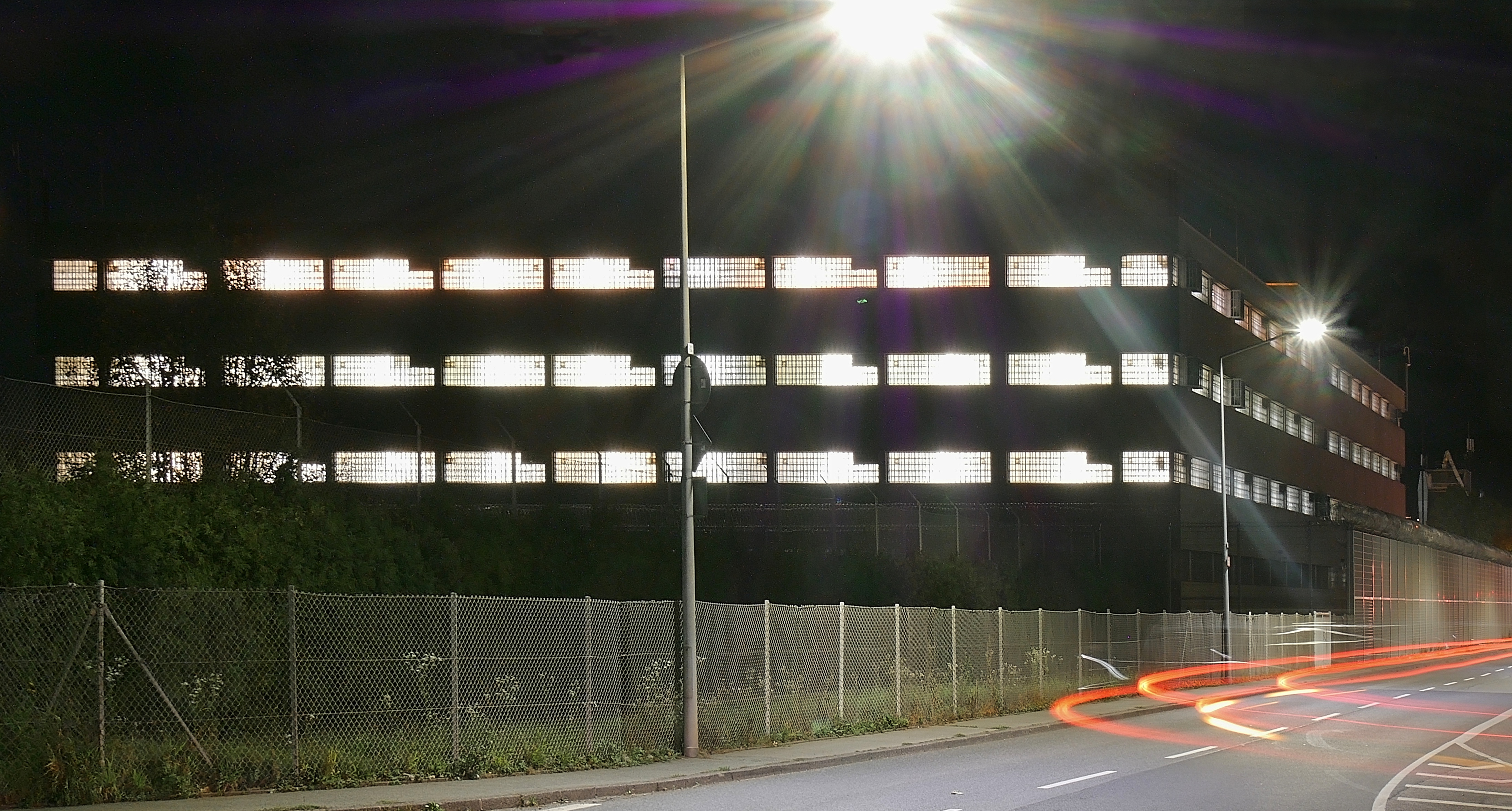
Justizvollzugsanstalt Trier in der Nacht

Als Justizvollzugsanstalt (JVA) wird in Deutschland und der Schweiz eine Gefängnis-Behörde bezeichnet, deren Aufgabe es ist, Verurteilungen zu einer Freiheits- oder Jugendstrafe zu vollziehen. Untersuchungshaft, Sicherungsverwahrung, Ersatzfreiheitsstrafe oder Zivilhaft, wie zum Beispiel Ordnungshaft, werden gleichfalls in einer Justizvollzugsanstalt vollzogen. Der Vollzug des Jugendarrestes hingegen erfolgt in speziellen Jugendarrestanstalten. Mit dem Begriff Justizvollzugsanstalt wird zugleich auch die Gesamtheit der Gebäude an einem Standort als solche bezeichnet.
Vergleichbare Einrichtungen in Österreich werden als Justizanstalten bezeichnet, in der Schweiz heißen die der Justiz unterstellten Gefängnisse mehrheitlich ebenfalls Justizvollzugsanstalt; der Ausdruck Strafanstalt wird immer seltener verwendet.

## Gesetzliche Lage in Deutschland
Obwohl die Strafvollstreckung nach § 451 StPO der Staatsanwaltschaft obliegt, ist der Strafvollzug in allen Bundesländern einem eigenen Bereich der Justizverwaltung zugeordnet. Ungeachtet der Namenswurzel sind die Justizverwaltungen und deren Vollzugsanstalten ebenso wie die Staatsanwaltschaft nicht Bestandteil der Judikative, sondern der Exekutive.
Vor 1970 existierten in der Bundesrepublik Deutschland verschiedene Arten von Freiheitsstrafen, für welche die Unterbringung in Anstalten der Justizverwaltung vorgesehen war: Zuchthaus, Gefängnis, Einschließung, Haft. Daneben gab es als Maßregel der Besserung und Sicherung die Sicherungsverwahrung und das Arbeitshaus. Mit dem 1. Strafrechtsreform-Gesetz vom 25. Juni 1969 wurde diese Unterscheidung zum 31. März 1970 aufgehoben. Vor allem in der Gesetzessprache werden Gefängnisse in Deutschland heute als Justizvollzugsanstalten bezeichnet. Geregelt ist der Strafvollzug im Strafvollzugsgesetz (StVollzG) vom 16. März 1976, welches im Wesentlichen seit dem 1. Januar 1977 in Kraft ist.
Nach §§ 162 ff. StVollzG ist bei jeder Justizvollzugsanstalt ein Anstaltsbeirat einzurichten, in dem Bürger ehrenamtliche Beratungs- und Kontrollaufgaben wahrnehmen.
Im Rahmen des Bund-Länder-Ausgleichs ist die Zuständigkeit für den Strafvollzug auf die Länder übergegangen. Entsprechende Landesgesetze sind oder werden erstellt. So gilt in Baden-Württemberg seit dem 1. Januar 2010 das neue Justizvollzugsgesetzbuch (JVollzGB) vom 10. November 2009. Der wesentliche Unterschied ist hier, dass nun auch die Untersuchungshaft per Gesetz geregelt ist und nicht mehr wie bisher als Verwaltungsvorschrift (Untersuchungshaftvollzugsordnung-UVollzO).

## Justizvollzugsanstalten in Deutschland

### Externe Struktur
Die JVA unterstehen den Landesjustizministerien.
Jeder JVA ist ein Beirat zugeordnet, der als Vertretung der Öffentlichkeit – der Anstaltsleitung übergeordnet – Aufsichts- und Beratungsaufgaben wahrnimmt.
In Nordrhein-Westfalen stehen die JVA zusätzlich unter der Beobachtung durch einen Justizvollzugsbeauftragten.
Ehrenamtlich tätige Bürger engagieren sich in der sozialen oder kulturellen Betreuung der Häftlinge; sie unterliegen dabei den JVA-internen Abläufen und Weisungen.

### Interne Struktur
Eine JVA ist in der Regel in folgende Abteilungen mit ihren Bereichen gegliedert:
- Anstaltsleitung mit
  - Hauptgeschäftsstelle
  - Arbeitsverwaltung
  - Haushaltsabteilung
  - Sicherheit und Ordnung
  - Vollzugsgeschäftsstelle
  - Zahlstelle
  - Bauverwaltung
  - EDV

- Abteilung Fachdienste mit
  - Psychologischer Dienst
  - Pädagogischer Dienst
  - Sozialdienst
  - Seelsorgerischer Dienst
  - Ärztlicher Dienst

- Sozialtherapeutische Abteilung mit
  - Psychologischer Dienst
  - Therapie
  - Diagnostik
  - Sozialdienst
  - Abteilungsdienst

- Abteilung Allgemeiner Vollzugsdienst mit
  - Vollzugsleiter
  - Funktionsdienst
  - Abteilungsleiter
  - Dienstplaner
  - Zentrale
  - Krankenpflegedienst
  - Stationsdienst
  - Werkaufsichtsdienst
  - Küche
  - Kammerverwaltung
  - Freizeitabteilung
  - Fahrdienst
  - Torwache
  - Ausbildungsleiter

### Gefängnisse für ältere Straftäter
In Baden-Württemberg gibt es in Singen (Hohentwiel) das einzige Gefängnis für ältere Straftäter in Deutschland mit einer Kapazität von 50 Haftplätzen. Es handelt sich um eine Außenstelle der Justizvollzugsanstalt Konstanz. Die Gefangenen sind mindestens 63 Jahre alt und verbüßen eine Haftstrafe von mehr als 15 Monaten.
Um den demografischen Wandel auch bei Straftätern angemessen zu berücksichtigen, sind Gefängnisse für ältere Menschen auch in anderen Bundesländern Deutschlands im Gespräch, zum Beispiel für Dülmen in Nordrhein-Westfalen. In einzelnen Ländern gibt es bereits eigene Abteilungen für ältere Straftäter (zum Beispiel Justizvollzugsanstalt Schwalmstadt – das Kornhaus oder die im November 2015 eröffnete Lebensälterenabteilung der JVA Rheinbach).

### Telefonieren
Seit der Föderalismusreform 2006 ist der Strafvollzug Ländersache, weshalb sich die einzelnen Bedingungen und Regelungen der Gefangenen während des Freiheitsentzuges oder des offenen Vollzuges, im Sinne der Resozialisierung  – je nach Bundesland – teilweise deutlich unterscheiden. Der Kontakt nach außen ist unterschiedlich stark reglementiert, die Besuchszeiten, Telefonzeiten, Stichtage der Gnadenerweise zu Weihnachten oder Hafturlaub sind in Hamburg anders als in Bayern.
„Allerdings ist das Ziel der Resozialisierung unter den Bedingungen des Strafvollzuges, insbesondere im geschlossenen Vollzug, nur schwer zu erreichen und hängt von einer Vielzahl von Faktoren ab, unter denen das Vorhandensein und die Qualität von Kontakt nach außen von besonderer Bedeutung sind.“
In seltenen Fällen wird die Infrastruktur selbst gestellt – dass dies möglich ist, zeigen jedoch Justizvollzugsanstalten in Brandenburg und Sachsen. In den meisten Fällen übernehmen dies privatwirtschaftliche Unternehmen, die mittels öffentlicher Ausschreibung über die Vergabe der Telekommunikationsdienstleistung ausgewählt werden. Die Telefonanlagen verbleiben Eigentum des Telekommunikationsdienstleisters und werden von Mitarbeitenden gewartet bzw. ggf. repariert. Es gibt Haftraum- und Gangtelefonie. Die Privatsphäre bei Gangtelefonie ist jedoch eingeschränkt, da sich je nach Größe der Stationen stellenweise 20 bis 30 Gefangene ein Telefon teilen. Üblicherweise können Gefangene nur nach außen telefonieren und nicht angerufen werden. Zudem wird der erste Takt  überwiegend doppelt berechnet, unabhängig davon, ob ein Gespräch zustande kommt. In Bayern ist das Telefonieren nur in Ausnahmefällen möglich. Briefe schreiben, stellt so die Hauptmöglichkeit in Verbindung mit Angehörigen oder juristisch Beratenden. Dadurch können jedoch Verzögerungen und somit Nachteile in rechtlichen oder tatsächlichen Hinsichten entstehen.
Die geographisch stark differierenden Tarife der Gefangenentelefonie in deutschen Justizvollzugsanstalten reichen von 10 Cent ins deutsche Festnetz über 70 Cent ins Mobilfunknetz zu 60 Cent bis 2,60 € für Gespräche ins Ausland.
Am 8. November 2017 entschied das Bundesverfassungsgericht, dass die Tarife für Gefangenentelefonie den marktüblichen Preisen angepasst werden sollen, nachdem ein Insasse einer JVA in Schleswig-Holstein im Oktober 2014 gegen zu hohe Telefongebühren geklagt hatte. Wegen der zu hohen Telio Tarife protestierten die Insassen der JVA Tegel am 12. Oktober 2018. Die Gefangenengewerkschaft GGBO hat in diesem Zuge zur Solidarität aufgerufen und eine Kampagne zur Senkung der Gebühren angestoßen. Zu einer Senkung der Tarife in der JVA Tegel kam es ab Mitte Oktober 2018 (aktuell 1 ct pro Minute Festnetz/Mobil).
Telefonieren im Jugendarrest am Beispiel Hamburg
Im Jugendarrest muss den Gefangenen ein Kartentelefon zur Verfügung gestellt werden. Durch die geringe Verweildauer im Freizeitarrest oder Kurzarrest kommt die Einrichtung eines Gefangenenkontos nicht infrage.
Definition der Ländergruppen
| Cluster  | Länder |
| Cluster1 | Deutschland |
| Cluster2 | Albanien, Bulgarien, England, Litauen, Polen, Rumänien, Serbien, Türkei |
| Cluster3 | Afghanistan, Estland, Frankreich, Griechenland, Italien, Kroatien, Mazedonien, Montenegro, Niederlande, Österreich, Schweden, Schweiz, Spanien, Ungarn, Australien, Georgien, Indien, Iran, Pakistan, Brasilien, Chile, USA, Algerien, Gambia, Guinea, Guinea-Bissau, Marokko, Tunesien |
| Cluster4 | Belgien, Bosnien und Herzegowina, Dänemark, Irland, Kosovo, Lettland, Moldawien, Norwegen, Portugal, Russland, Slowakei, Tschechien, Ukraine, Armenien, Irak, Israel, Israel, Kasachstan, Libanon, Saudi-Arabien, Syrien, Vereinigte Arabische Emirate, Kanada, Kolumbien, Niederländische Antillen, Peru, Ägypten, Angola, Benin, Elfenbeinküste, Eritrea, Kamerun, Ghana, Liberia, Kamerun, Mali, Senegal, Sierra Leone, Somalia, |
| Cluster5 | Sonstige Länder |

Gewichtung:
|          | Gesamt (Fest+Mobil) | Fest    | Mobil1  |
| Cluster1 | 40,00 %             | 13,00 % | 26,00 % |
| Cluster2 | 20,00 %             | 7,00 %  | 13,00 % |
| Cluster3 | 20,00 %             | 7,00 %  | 13,00 % |
| Cluster4 | 16,00 %             | 5,00 %  | 11,00 % |
| Cluster5 | 5,00 %              | 2,00 %  | 3,00 %  |

### Privatisierung
2005 wurde das erste deutsche teilprivatisierte Gefängnis in Hünfeld (Landkreis Fulda, Hessen) eröffnet. Das zweite teilprivatisierte Gefängnis wurde im badischen Offenburg gebaut und Anfang 2009 eröffnet. Ein weiteres öffentlich-privates Partnerschaftsverfahren wird in Sachsen-Anhalt durchgeführt. Dort nahm im Jahr 2009 in Burg (bei Magdeburg) eine Justizvollzugsanstalt für 600 Häftlinge ihren Betrieb auf.

## Kritik
In einem Bericht, der im Juni 2023 erschien, beklagte die Nationale Stelle zur Verhütung von Folter die Haftbedingungen in mehreren deutschen Gefängnissen. Kritisiert wurden die langen Absonderungen im Maßregelvollzug und im Strafvollzug ohne ausreichende Möglichkeiten für die inhaftierten Personen, sich zu beschäftigen. In den Ländern Saarland, Niedersachsen, Berlin und Sachsen-Anhalt wurden die Regelungen zur Fixierung von Inhaftierten als unvereinbar mit einem Urteil des Bundesverfassungsgerichts aus dem Jahr 2018 bewertet. Besondere Kritik wurde an den Haftbedingungen in der Justizvollzugsanstalt Bernau in Bayern geübt, die zu erniedrigenden Situationen führten. Das Bayerische Staatsministerium der Justiz wies diese Kritik zurück und rechtfertigte die Bedingungen. Der bundesweites Aufsehen erregende Skandal um die JVA Gablingen, wo jahrelang Misshandlungen praktiziert wurden und deren Leiterin im November 2024 ihren Hut nehmen musste, betraf ebenfalls ein Gefängnis in Bayern.

## Bekannte ehemalige Gefängnisse
- Strafgefängnis Plötzensee
- Zentrale Untersuchungshaftanstalt der Staatssicherheit in Berlin-Hohenschönhausen, Speziallager Nr. 3 des NKWD sowie Untersuchungsgefängnis der Staatssicherheit
- Strafvollzugseinrichtung Stollberg, bekannt als Frauengefängnis Hoheneck, war das größte Frauengefängnis der DDR, es befindet sich in Stollberg im Erzgebirge
- Kriegsverbrechergefängnis Spandau
- Klingelpütz